# World Vacation Tour
World Vacation Tour – druga trasa koncertowa Van Halen, która odbyła się w 1979 r. Promowała drugi studyjny album zespołu, Van Halen II. Objęła 97 koncertów.

## Daty i miejsca koncertów

### Ameryka Północna – część 1
- 25 marca – Fresno, Kalifornia, USA – Selland Arena
- 26 marca – Redding, Kalifornia, USA – Redding Civic Auditorium
- 28 marca – Medford, Oregon, USA – Compton Arena
- 30 marca – Caldwell, Idaho, USA – Simplot Stadium
- 31 marca – Logan, Utah, USA – USU Spectrum Stadium
- 3 kwietnia – Tacoma, Waszyngton, USA – University of Puget Sound
- 5 kwietnia – San Rafael, Kalifornia, USA – Marin Center
- 6 i 7 kwietnia – San Jose, Kalifornia, USA – San Jose Center For the Performings Arts Center
- 8 kwietnia – Los Angeles, Kalifornia, USA – Los Angeles Sports Arena
- 10 kwietnia – Reno, Nevada, USA – Centennial Coliseum
- 16 i 17 kwietnia – Portland, Oregon, USA – Jantzen Beach Ice Arena
- 18 kwietnia – Seattle, Waszyngton, USA – Center Arena
- 19 kwietnia – Spokane, Waszyngton, USA – Spokane Coliseum
- 21 i 22 kwietnia – Boulder, Kolorado, USA – Balch Fieldhouse
- 24 kwietnia – Kansas City, Missouri, USA – Municipal Auditorium
- 28 kwietnia – St. Louis, Missouri, USA – Checkerdome
- 29 kwietnia – Indianapolis, Indiana, USA – Market Square Arena
- 2 maja – Detroit, Michigan, USA – Masonic Auditorium
- 3 maja – Kalamazoo, Michigan, USA – Wings Stadium
- 7 maja – Pittsburgh, Pensylwania, USA – Stanley Theater
- 8 maja – Toledo, Ohio, USA – Toledo Sports Arena
- 9 maja – Buffalo, Nowy Jork, USA – Buffalo Memorial Auditorium
- 12 maja – Nowy Jork, Nowy Jork, USA – The Palladium
- 14 maja – Boston, Massachusetts, USA – Orpheum Theater
- 15 maja – Toronto, Ontario, Kanada – Maple Leaf Gardens
- 16 maja – London, Ontario, Kanada – London Gardens
- 17 maja – Syracuse, Nowy Jork, USA – Manley Field House
- 18 maja – Rochester, Nowy Jork, USA – Rochester Community War Memorial
- 19 maja – Filadelfia, Pensylwania, USA – The Spectrum

### Ameryka Północna – część 2
- 1 czerwca – Norfolk, Wirginia, USA – Norfolk Scope
- 2 czerwca – Raleigh, Karolina Północna, USA – Carter-Finley Stadium
- 5 czerwca – Birmingham, Alabama, USA – Boutwell Auditorium
- 7 czerwca – Memphis, Tennessee, USA – Mid-South Coliseum
- 8 czerwca – Little Rock, Arkansas, USA – Barton Coliseum
- 9 czerwca – Dallas, Teksas, USA – Cotton Bowl
- 10 czerwca – Nowy Orlean, Luizjana, USA – Louisiana Superdome
- 13 czerwca – Boston, Massachusetts, USA – Orpheum Theater

### Europa
- 14 czerwca – Bruksela, Belgia – Forest National
- 15 czerwca – Amsterdam, Holandia – Jaap Edenhal
- 17 czerwca – Düsseldorf, Niemcy – Phillipshalle
- 18 czerwca – Offenbach, Niemcy – Stadthalle
- 19 czerwca – Monachium, Niemcy – Cirkus Krone
- 20 czerwca – Paryż, Francja – Le Zénith
- 21 czerwca – Lyon, Francja – Palais des Sports
- 22 czerwca – Paryż, Francja – Porte de Pantin
- 25 czerwca – Birmingham, Anglia – Birmingham Odeon
- 26 i 27 czerwca – Newcastle, Anglia – Newcastle City Hall
- 28 i 29 czerwca – Londyn, Anglia – Rainbow Theatre

### Ameryka Północna – część 3
- 30 czerwca – Vancouver, Kolumbia Brytyjska, Kanada – Pacific Coliseum
- 1 lipca – Seattle, Waszyngton, USA – Seattle Center Coliseum
- 5 lipca – Jacksonville, Floryda, USA – Civic Auditorium
- 6 lipca – West Palm Beach, Floryda, USA – West Palm Beach Auditorium
- 7 lipca – Pembroke Pines, Floryda, USA – Hollywood Sportatorium
- 8 lipca – Lakeland, Floryda, USA – Lakeland Civic Center
- 10 lipca – Corpus Christi, Teksas, USA – Memorial Coliseum
- 11 lipca – Houston, Teksas, USA – The Music Hall
- 14 lipca – Amarillo, Teksas, USA – Amarillo Civic Center
- 15 lipca – Midland, Teksas, USA – Chaparall Center
- 16 lipca – Austin, Teksas, USA – Performings Arts Center
- 17 lipca – San Antonio, Teksas, USA – San Antonio Convention Center
- 19 lipca – Wichita, Kansas, USA – Century II Convention Hall
- 20 lipca – Tulsa, Oklahoma, USA – Tulsa Convention Center
- 21 lipca – Oklahoma City, Oklahoma, USA – Civic Center Music Hall
- 22 lipca – Lincoln, Nebraska, USA – Pershing Auditorium
- 24 i 25 lipca – Saint Paul, Minnesota, USA – St. Paul Civic Center
- 26 lipca – Dubuque, Iowa, USA – Flags Five Center
- 27 lipca – Springfield, Illinois, USA – Prairie Capital Convention Center
- 28 lipca – Dayton, Ohio, USA – University of Dayton Arena

### Ameryka Północna – część 4
- 6 sierpnia – Little Rock, Arkansas, USA – Barton Coliseum
- 10 sierpnia – Portland, Maine, USA – Cumberland County Civic Center
- 11 sierpnia – Asbury Park, New Jersey, USA – Asbury Park Convention Center
- 12 sierpnia – New Haven, Connecticut, USA – New Haven Coliseum
- 14 i 15 sierpnia – Cleveland, Ohio, USA – Cleveland Public Hall
- 17 sierpnia – Springfield, Massachusetts, USA – Springfield Civic Center
- 18 sierpnia – South Yarmouth, Massachusetts, USA – Cape Cod Coliseum
- 20 sierpnia – Madison, Wisconsin, USA – Dane County Coliseum
- 21 sierpnia – Milwaukee, Wisconsin, USA – Milwaukee Arena
- 25 i 26 sierpnia – Oakland, Kalifornia, USA – Oakland Arena

### Japonia
- 3 września – Kyoto, Kyoto Kaikan
- 5 września – Fukuoka, Kyoden Taiiku Kan
- 7 września – Nagoja, Shi Kokaido
- 8 września – Kurashiki, Shimin Kaikan
- 10 i 11 września – Osaka, Furitsu Taiiku Kan
- 13 września – Tokio, Budetlliokan

### Ameryka Północna – część 5
- 19 września – Calgary, Alberta, Kanada – Stampede Corral
- 22 września – Regina, Saskatchewan, Kanada – Regina Arena
- 28 września – Rapid City, Dakota Południowa, USA – Rushmore Plaza Civic Center
- 2 października – Tucson, Arizona, USA – Tucson Convention Center
- 3 października – Phoenix, Arizona, USA – Phoenix Exhibition Hall
- 6 października – San Diego, Kalifornia, USA – San Diego Sports Arena
- 7 października – Inglewood, Kalifornia, USA – Kia Forum